# غيلبرت كوكس
غيلبرت كوكس (5 يوليو 1908 - 31 مارس 1974) (بالإنجليزية: Gilbert Cox)‏ هو لاعب كريكت بريطاني (وحمل سابقاً جنسية المملكة المتحدة لبريطانيا العظمى وأيرلندا).

## وصلات خارجية
- غيلبرت كوكس على موقع إي آس بي آن كريك إنفو (الإنجليزية)